# PA (motorfiets)
PA is een Belgisch historisch motorfietsmerk.
PA stond voor: Praillet & Antoine, later D. Hanlet & Cie, Herstal, (Liège) en Motorcycles P.A, Anvers.
Praillet en Antoine waren aanvankelijk verdienstelijke motorcoureurs en ze verkochten Triumph-motorfietsen. In 1920 begonnen zij hun eigen merk "PA".
Dit merk beleefde zijn bloeiperiode tussen 1921 en 1925, toen men 174-, 247 en 347 cc Blackburne-zij- en kopkleppers inbouwde. Rond 1923/1924 werden er eigen 174 cc tweetakten en eigen 250- en 350 cc viertakten gemaakt, maar men gebruikte ook nog steeds Blackburne-viertakten van 175-, 250-, 350-, en 500 cc en zelfs een V-twin.
Rond 1925 eindigde de productie van motorfietsen voorlopig en Praillet en Antoine gingen weer Triumphs verkopen. De zaak werd verkocht aan zijspanfabrikant Dieudonné Hanlet in Herstal. Die ging verder met de productie van motorfietsen, naast de "Perfect" zijspannen en de "Flostroy Motorette" gehandicaptenvoertuigen. Voorlopig bleven de Blackburne-inbouwmotoren als aandrijfbron dienen, maar in 1926 werden ze Hanlet te duur. Hij besloot eigen motoren te gaan produceren. Dat leverde een 174 cc tweetakt en een 341 cc kopklep-wegracemotor (de Supersport-Koers) op.
Rond 1928 werd het bedrijf voor de tweede maal verkocht, ditmaal aan H. Caubergs en F. de Keersmaeker in Antwerpen. Zij produceerden de Supersport-Koers onder de naam PA nog een tijdje in 350- en 500 cc-uitvoering, maar niet meer met eigen motoren. Ze kochten hiervoor JAP-, Blackburne en MAG-motoren in.
Ruim een jaar later, in 1930, ging het merk PA over in handen van Lady, eveneens in Antwerpen. Lady leverde indertijd ook motorfietsen met JAP-, Blackburne en MAG-inbouwmotoren. Dit zijn mogelijk de PA-modellen geweest, maar de naam PA werd niet meer gebruikt.